# Give Me a Sailor
Give Me a Salidor este un film din 1938, regizat de Elliott Nugent. În rolurile principale joacă actorii Martha Raye și Bob Hope.

## Distribuție
- Martha Raye — Letty Larkin
- Bob Hope — Jim Brewester
- Betty Grable — Nancy Larkin
- Jack Whiting — Walter Brewster
- Clarence Kolb — Captain Tallant
- J.C. Nugent — Mr. Larkin
- Bonnie Jean Churchill — Ethel May Brewster
- Nana Bryant — Mrs. Minnie Brewster

## Legăuri externe
- Give Me a Sailor la Internet Movie Database
- Give Me a Sailor la Allmovie
- Give Me a Sailor la TCM Movie Database